# 페루 헬기 추락 사고
페루 헬기 추락 사고는 2012년 6월 6일 페루 푸노시 인근에 있는 산에서 14명이 탑승한 헬기가 추락한 사고다. 이 사고로 한국인 8명과 네덜란드인 등을 포함, 총 14명이 사망하였다. 사망자 중에는 한국 프로 농구 삼성 썬더스의 김현준(1999년 10월에 교통 사고로 사망)의 동생 김효준 삼성물산 부장도 포함되어 있다.

## 같이 보기
- 독도 헬기 추락 사고